# Bagrat III de Georgia
Bagrat III (c. 960-7 de mayo de 1014), en georgiano: ბაგრატ III, de la dinastía Bagrationi, fue rey de Abjasia de 978 en adelante (como Bagrat II) y Rey de Georgia de 1008 en adelante. Unió ambos títulos por herencia dinástica y, a través de conquista y diplomacia, añadió más territorios a su reino, convirtiéndose de hecho en el primer rey del Reino de Georgia. Antes de que Bagrat fuera coronado rey, también había reinado en Kartli como cogobernante con su padre Gurgen de 976 a 978.

## Primeros años y gobierno en Kartli
Bagrat nació aprox. en 960 de Gurgen, un príncipe de la dinastía Bagrationi de Kartli, y su mujer, Gurandukht, hija del rey Jorge II de Abjasia. Siendo aún menor de edad, Bagrat fue adoptado por su pariente sin descendencia David III Kuropalates (r. 990-1000), príncipe de Tao y el gobernante más poderoso del Cáucaso.
El reino de Abjasia estaba entonces bajo el gobierno de Teodosio III el Ciego, un rey débil, que era tío materno de Bagrat. El reino se vio devorado por el caos y la guerra feudal. Explotando la situación, el príncipe Kvirike II de Kajeti (939–976), hoy la región más oriental de Georgia, asaltó Kartli, en aquel entonces bajo la autoridad de los reyes abjasios y asedió su baluarte de Uplistsikhe. Ioane Marushis-dze, el energético eristavi (gobernador) de Kartli, urgió en 976 a David III de Tao a tomar control de la provincia o dárselo en herencia a Bagrat. David respondió enérgicamente y los kajetios tuvieron que retirarse para evitar la confrontación. David dio Kartli a Bagrat e instaló a Gurgen como su regente. Los kajetios regresaron a la ofensiva y capturaron a Bagrat y a sus padres. Aun así, David intervino rápidamente y restauró a su hijastro en Kartli.

## Rey de los Abjasios
En 978, Ioane Marushis-dze, asistido por David, forzó a Teodosio de Abjasia a abdicar en favor de su sobrino Bagrat. Este último dejó a su madre, Gurandukht, gobernando Kartli y se dirigió a Kutaisi para ser coronado rey de los Abjasios. El desorden era todavía general en el reino, pero la procedencia de Bagrat, Bagratida y abjasio le convertía en una opción aceptable para los nobles del reino que estaban cansados de peleas internas.

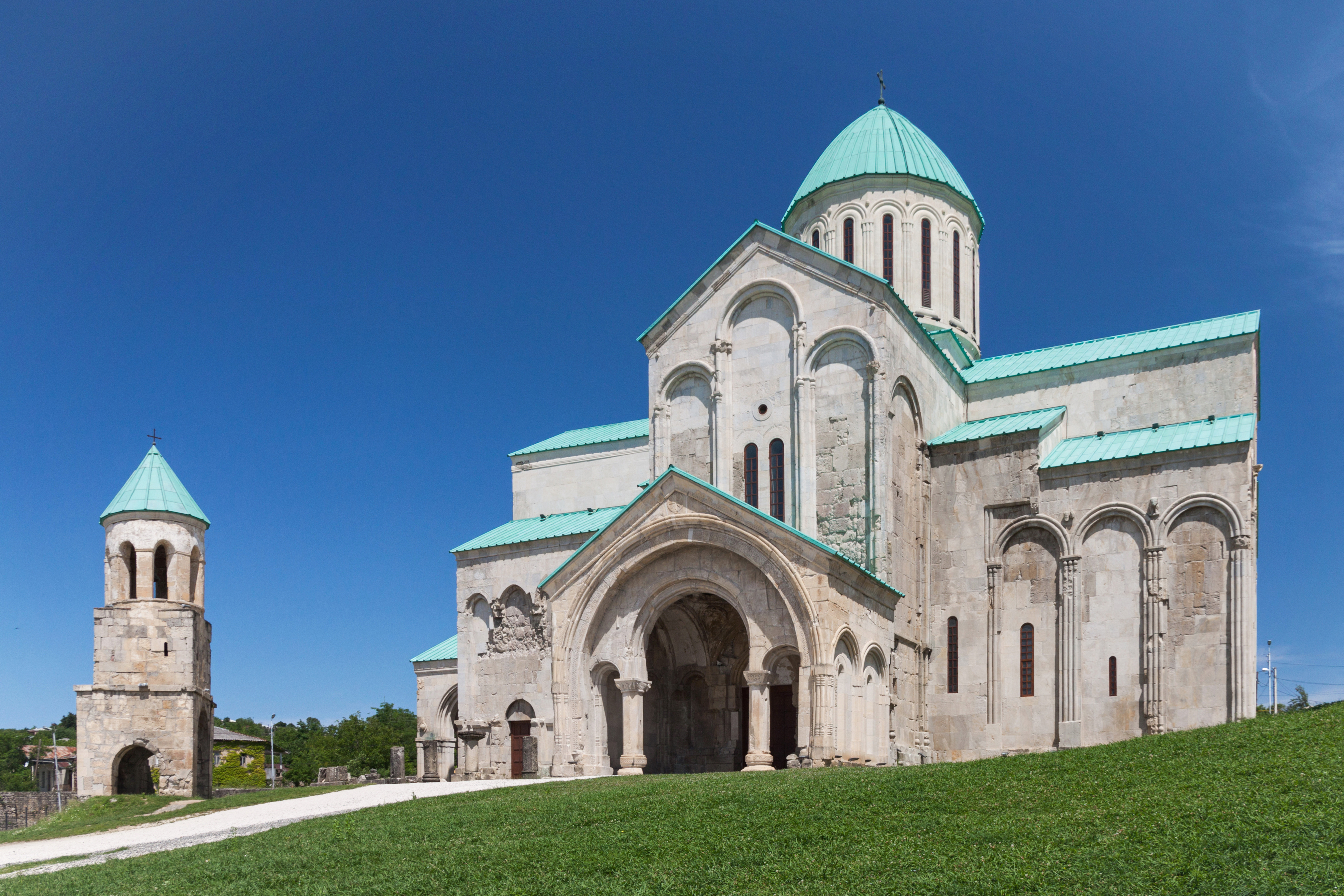
Catedral de Bagrati en Kutaisi, Patrimonio de la Humanidad.

Al cabo de dos años, Bagrat asumió plenos poderes. Demostró ser un gobernante capaz y consiguió restaurar el orden público en su reino. Mientras estaba en Kutaisi, la oposición aristocrática de Kartli dirigida por Kavtar Tbeli desafió la autoridad de Gurandukht y gobernó sus feudos como gobernantes semiindependientes. Cuando Bagrat regresó a Kartli para tratar la situación, los nobles ofrecieron resistencia armada pero el rey ganó la batalla en Moghrisi y sometió a los rebeldes. Finalmente se centró en Kldekari en el Kwemo Kartli, cuyo duque Rati continuó retando la autoridad real y gobernando bastante independientemente.
Los preparativos para esta expedición, en 989, produjeron mucha confusión cuando David de Tao fue erróneamente informado sobre las auténticas intenciones de su hijastro. Persuadido de que Bagrat intentaba eliminarle, David lanzó un ataque sorpresa y dispersó las fuerzas dirigidas por el padre de Bagrat, Gurgen, antes de que el rey de Abjasia pudiera llegar. Según las crónicas georgianas,
"Bagrat entonces fue [a David] solo, cayó a sus pies y juró que iba contra Rati. [David] lo creyó también y le liberó en paz".
Tras la reconciliación con su padrastro, Bagrat fue finalmente capaz de recibir juramento de Rati que abandonó su ducado a punta de espada y se retiró a sus territorios en Argveti, Georgia occidental. David fue asesinado por su nobles en 1000, y sus posesiones, según el acuerdo anterior, pasaron al emperador bizantino Basilio II. Bagrat y Gurgen, este último reinando ahora como Rey de Reyes de los Georgianos en partes del suroeste de Kartli (994–1008), se reunieron con Basilio pero, incapaces de impedir la anexión del reino de David, se vieron obligados a reconocer las nuevas fronteras. En esta ocasión, Bagrat fue investido con el título bizantino de kouropalates y Gurgen con el de magistros, títulos contradictorios ya que la dignidad conferida al hijo era más preciada que aquella concedida al padre. Esto fue hecho por el emperador, según las crónicas georgianas, para poner a Gurgen en contra de Bagrat, pero cometió un grave error de cálculo: "ya que Gurgen era sincero y veraz, y [Basilio] no podría incitar la envidia en su corazón y [Gurgen] no sucumbió a la trampa [de Basilio]."
Más tarde ese mismo año, Gurgen intentó tomar los territorios del Kuropalates David por la fuerza, pero tuvo que retroceder ante el comandante bizantino Nicéforo Urano, dux de Antioquía.

## La unificación

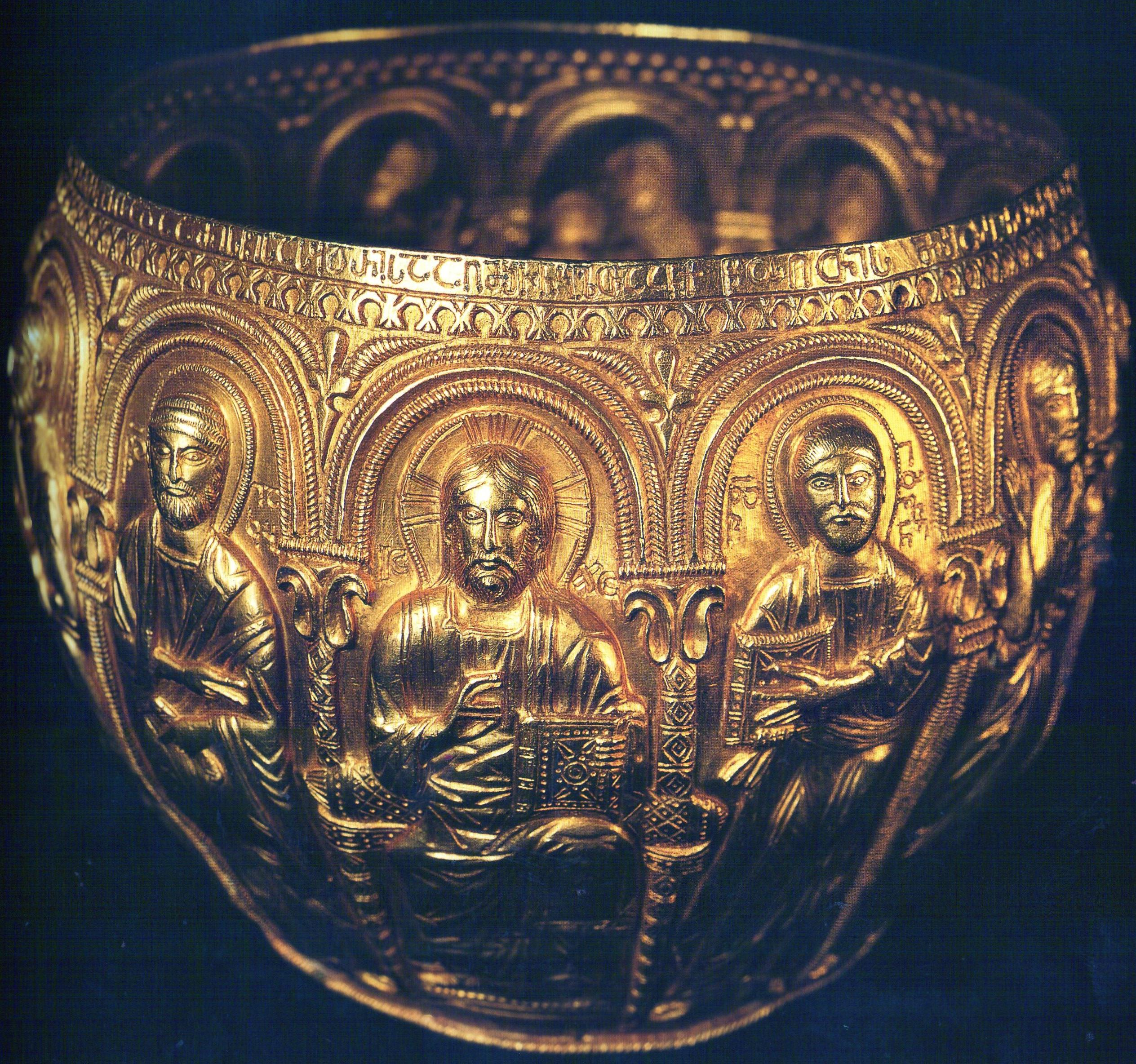
El cáliz Bedia donado por Bagrat al monasterio de Bedia es una pieza importante del arte georgiano del metal. c. 999

En 1008, Gurgen murió y Bagrat le sucedió como Rey de Reyes de los Georgianos, convirtiéndose de este modo en el primer rey de un reino unificado de Abjasia e Iberia (en su sentido más amplio incluyendo Abjasia/Abasgia, Egrisi/Samegrelo, Imericia, Svanetia, Racha-Lechkhumi, Guria, Ayaria, Kartli, Tao, Klarjeti, Shavsheti, Mesjetia, y Javakheti) que pasó a ser de conocida a partir de entonces como Sakartvelo – "toda Georgia".
Después de asegurar su patrimonio, Bagrat procedió a reclamar la parte oriental de Georgia, el Principado de Kajeti. Se lo anexionó alrededor de 1010 después de dos años de lucha y agresiva diplomacia. Esta adquisición formidable trajo a Bagrat a la vecindad del emirato Shaddádida de Arran en el actual Azerbaiyán, cuyo gobernante al-Fadl I b. Muhammad (986–1031) atacó Kajetia tras su incorporación a Georgia. Bagrat rechazó esta incursión y, en alianza con el rey armenio Gagik I (989–1020), peleó contra la ciudad shaddádida de Shamkir, recaudando tributo. Aun así, la política exterior de Bagrat fue generalmente pacífica y el rey maniobraba con habilidad para evitar los conflictos con sus vecinos bizantinos y musulmanes incluso aunque parte de Tao estuviera en manos bizantinas y Tbilisi en manos árabes.
El reinado de Bagrat, un periodo de suma importancia en la historia de Georgia, trajo consigo la victoria final de los bagratidas georgianos tras siglos de luchas por el poder. Ansioso por crear una monarquía más estable y centralizada, Bagrat eliminó o al menos redujo la autonomía de los príncipes dinásticos. A sus ojos, el mayor peligro interno provenía de la línea de Klarjeti, representada por los primos del rey, Sumbat y Gurgen. A pesar de que parecen haber reconocido la autoridad de Bagrat, continuaron usando el título de reyes, como soberanos de Klarjeti. Para asegurar la sucesión de su hijo Jorge, Bagrat invitó a sus primos, bajo pretexto de una reunión de reconciliación, al castillo de Panaskerti, donde les encarceló en 1010. Sus hijos consiguieron huir a Constantinopla, pero Sumbat y Gurgen murieron en cautividad en 1012.
Bagrat fue también conocido como un gran promotor de la cultura georgiana ortodoxa. No solo animó la enseñanza y el patrocinio de las bellas artes, sino que construyó varias iglesias y monasterios por todo su reino con la Catedral de Bagrati en Kutaisi, ahora Patrimonio Mundial, la catedral de Bedia en Abjasia, y la catedral de Nikortsminda en Racha como las más importantes.
Bagrat III murió en 1014 en el castillo Panaskerti en Tao y fue enterrado en la catedral de Bedia. Fue canonizado por la Iglesia Georgiana el 22 de diciembre de 2016, y su festividad se celebra el 7 de mayo.